# Rosa brunonii
Rosa brunonii, auch Himalaja-Moschus-Rose genannt, ist eine Pflanzenart aus der Gattung Rosen (Rosa) innerhalb der Familie der Rosengewächse (Rosaceae). Sie ist vom Himalaja-Raum bis China verbreitet und aus ihren Formen wurden viele Sorten entwickelt.

## Beschreibung

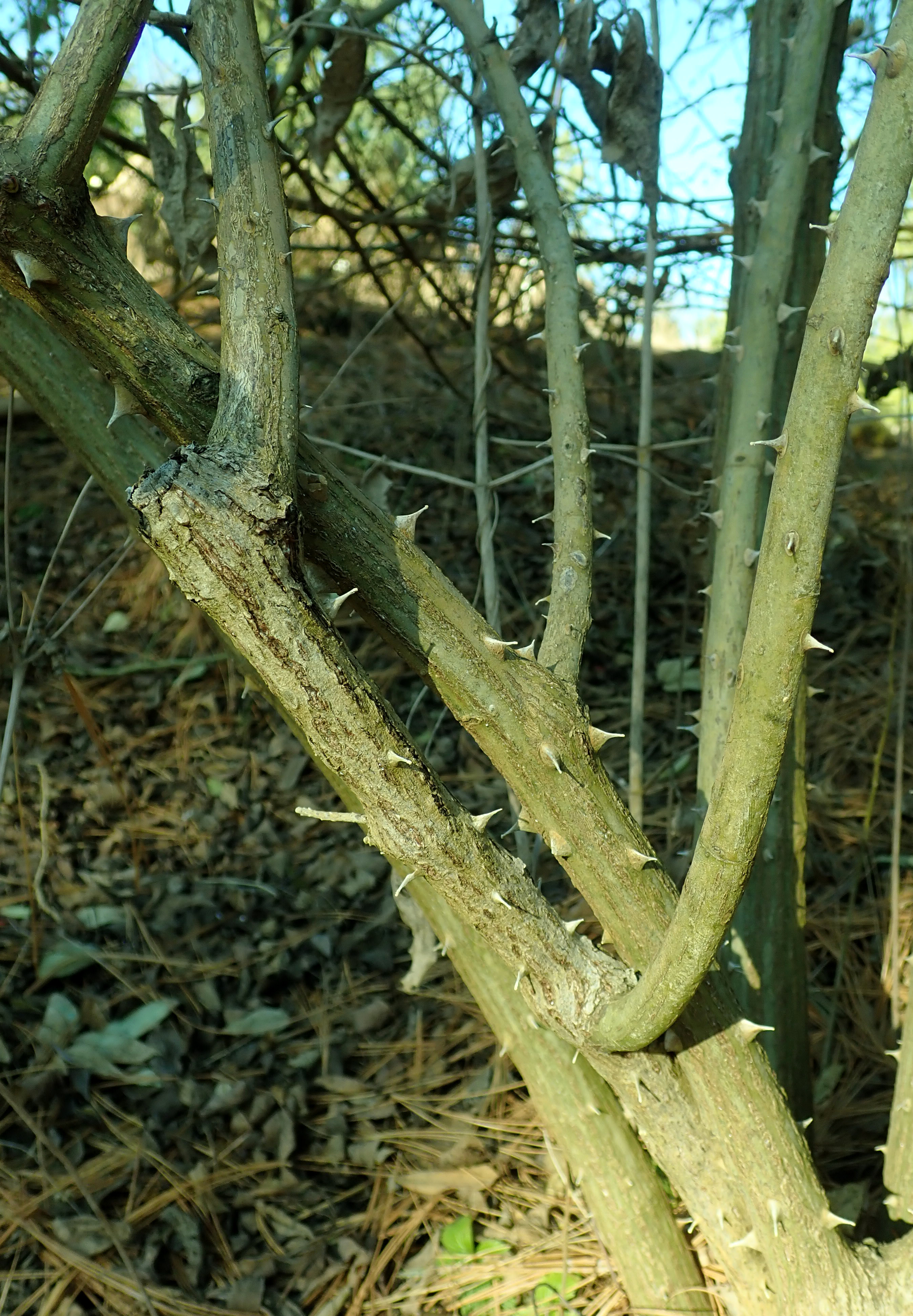
Sprossachse, Rinde und Stacheln

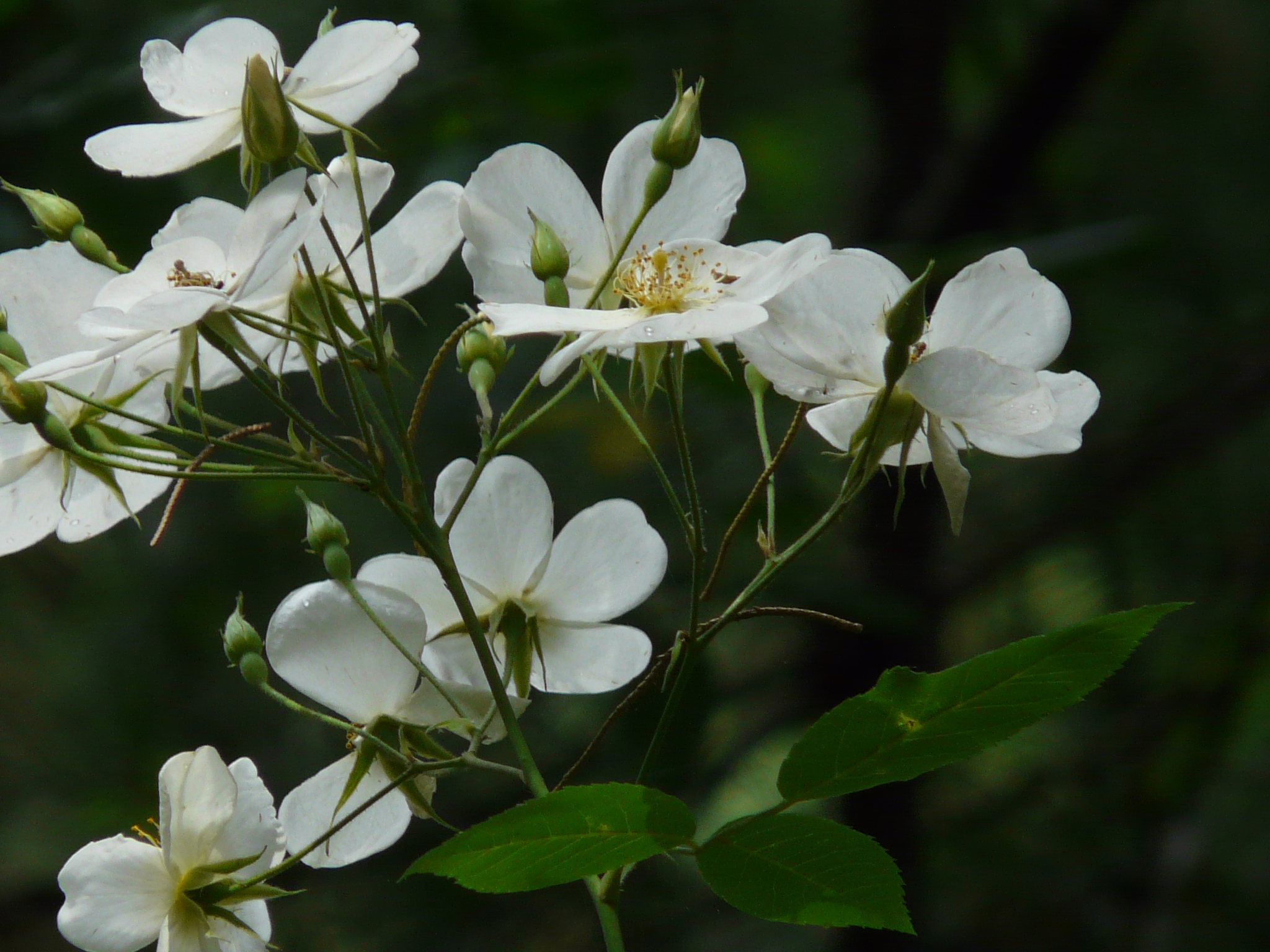
Blütenstand mit Blütenknospen und Blüten von vielen Seiten, dabei sind auch die bei der Anthese zurückgekrümmten Kelchblätter zu sehen

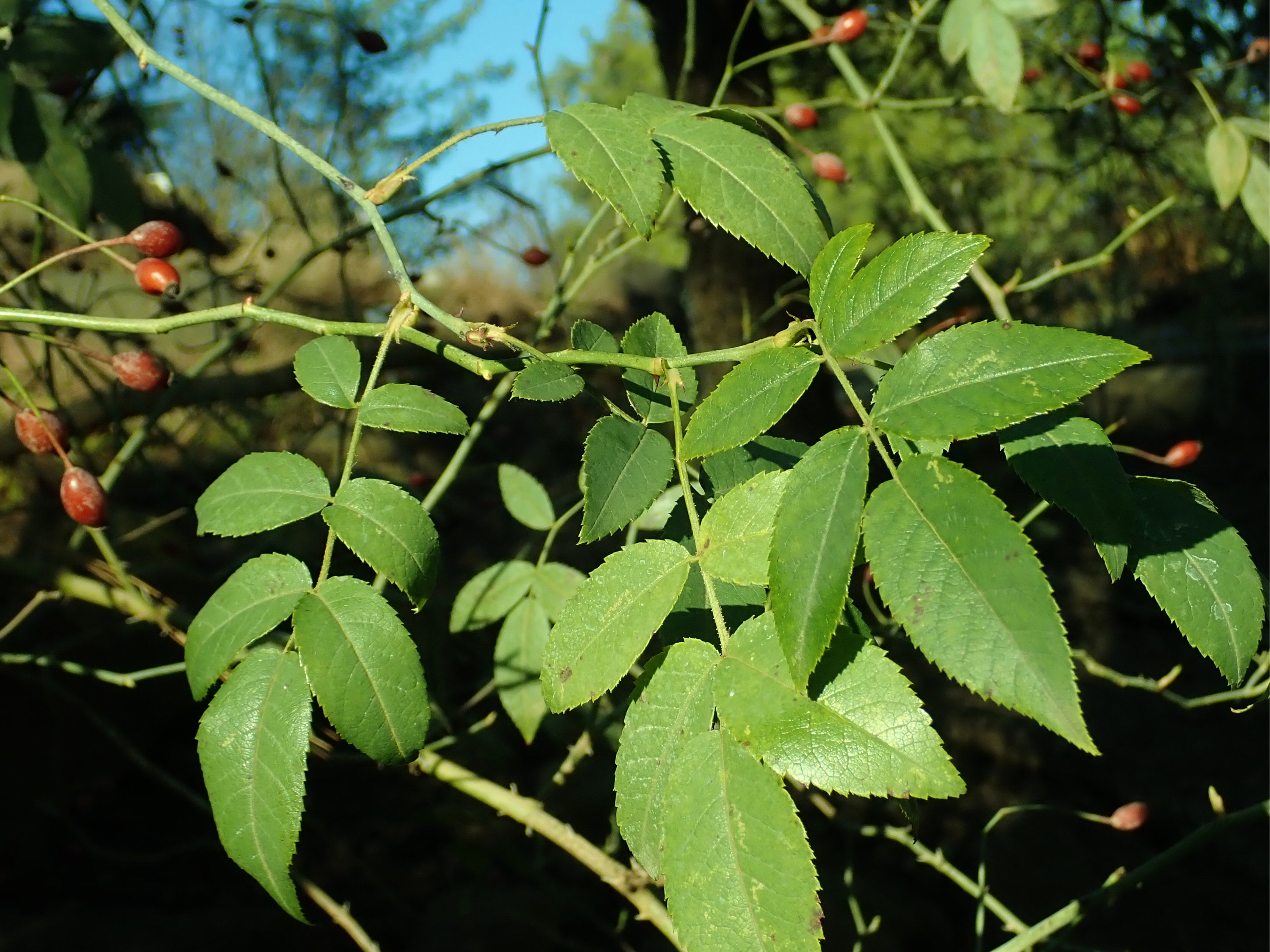
Gefiederte Laubblätter

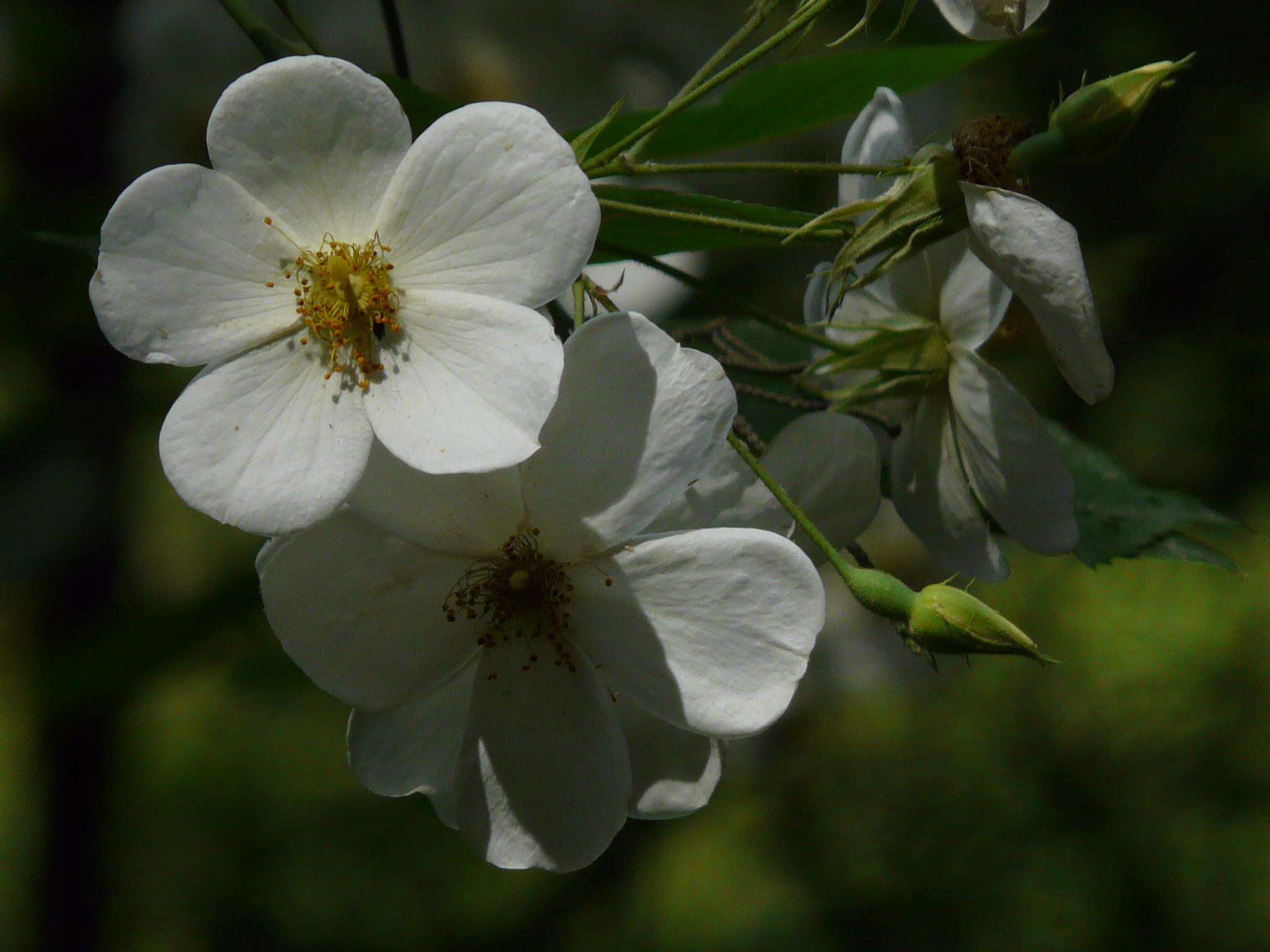
Blütenknospen und radiärsymmetrische Blüten

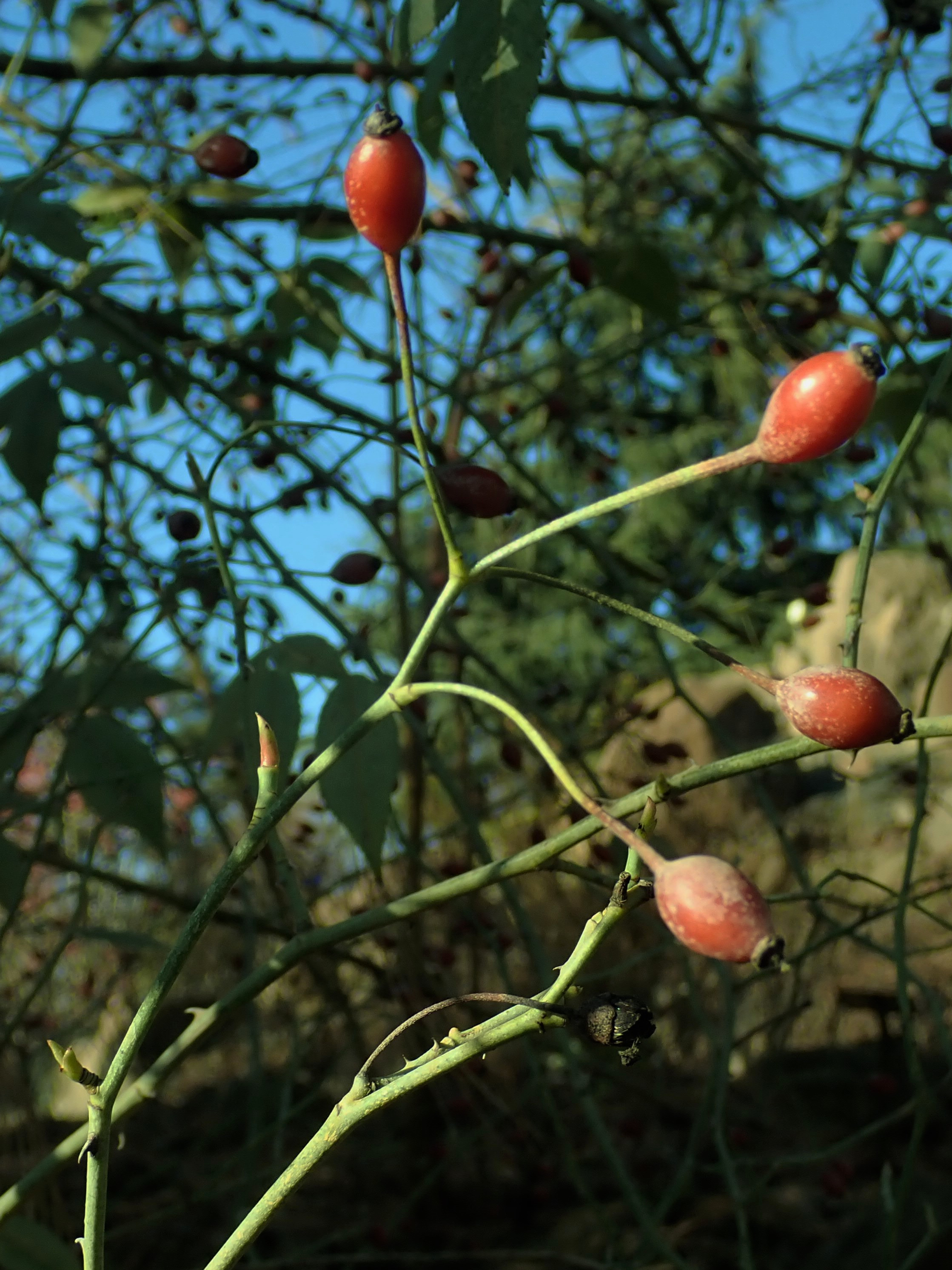
Hagebutten

Rosa brunonii ist in vielen Merkmale sehr variabel.

### Vegetative Merkmale
Rosa brunonii wächst als kletternder rankender Strauch, der Wuchshöhen von 4 bis 6, manchmal bis zu 10 Metern erreicht. Rosa brunonii ist sommergrün oder halbimmergrün. Die Rinde der stielrunden Zweige ist rot-braun oder purpur-braun und anfangs flaumig behaart, später verkahlend manchmal mit mehr oder weniger gestielten Drüsen. Vereinzelt und unregelmäßig sind bei einer Länge von etwa 5 Millimetern relativ kleine, flache braune Stacheln vorhanden, die sich allmählich zu ihrer breiten Basis verschmälern.
Die wechselständig angeordneten Laubblätter sind in Blattstiel sowie -spreite gegliedert und insgesamt 6 bis 9 Zentimeter lang. Die beiden schmalen Nebenblätter sind auf dem größten Teil ihrer Länge mit dem Blattstiel verwachsen und sie schmale Öhrchen. Der freie Teil des auf beiden Flächen flaumig behaarten Nebenblattes ist lanzettlich mit zugespitztem oberen Ende und drüsigen Rand. Der Blattstiel und die Blattrhachis ist dicht flaumig behaart und es sind vereinzelt kleine gebogene Stacheln vorhanden. Die Blattspreite ist unpaarig gefiedert mit meist sieben, oft in der Nähe des Blütenstandes nur fünf oder drei Blattfiedern. Die Blattfiedern sind bei einer Länge von 3 bis 5 (2 bis 9) Zentimetern sowie einer Breite von 1 bis 1,5 Zentimetern länglich bis länglich-lanzettlich oder schmal-eiförmig bis elliptisch, selten verkehrt-eiförmig mit fast gerundeter oder breit-keilförmiger Basis und zugespitztem oder spitzem oberen Ende. Der Rand der Fiederblätter ist einfach gesägt. Die Blattunterseite ist spärlich flaumig behaart oder selten kahl. Die Blattoberseite ist matt grün kahl oder locker flaumig behaart.

### Generative Merkmale
Viele (bis zu 100) Blüten sind in einem schirmrispigen Blütenstand, der einen Durchmesser von 3 bis 5 Zentimetern aufweist, angeordnet; sehr selten stehen die Blüten einzeln. Der 2,8 bis 3,5 Zentimeter lange Blütenstiel ist flaumig und spärlich drüsig-flaumig behaart und besitzt gestielte Drüsen. Als Tragblatt ist ein manchmal nur einblättriges Blatt an der Basis des Blütenstandes vorhanden. Deckblätter sind winzig oder fehlen.
In der schmal-eiförmigen Blütenknospe sind die Kronblätter hell-gelb. Die Blüten, besonders die Kronblätter, duften nach Moschus. Die zwittrige Blüte ist radiärsymmetrisch und fünfzählig mit doppelter Blütenhülle. Der Blütenbecher (Hypanthium) ist verkehrt-eiförmig und außen flaumig behaart. Die fünf während der Anthese zurückgekrümmten und am Ende der Anthese abfallenden Kelchblätter sind lanzettlich, oft mit ein oder zwei Paaren von Lappen und bespitztem oberen Ende; beide Flächen sind flaumig behaart. Die Blütenkrone weist einen Durchmesser von 3 bis 5, selten bis zu 6 Zentimetern auf. Die fünf freien, weißen Kronblätter sind breit verkehrt-eiförmig mit breit-keilförmiger Basis und ausgerandetem oberen Ende. Es sind viele Staubblätter vorhanden. Die flaumig behaarten Griffel sind zu einer Säule verwachsen und etwas länger als die Staubblätter, die überragen die Blütenkrone.
Die kahle, glänzende, bei Reife purpur-braune oder dunkel-rote Hagebutte ist bei einem Durchmesser von etwa 1 Zentimeter relativ klein und eiförmig oder fast kugelförmig und meist mit gestielten Drüsen bedeckt.

## Phänologie
In China liegt die Blütezeit im Juni. Die Hagebutten reifen in China von Juli bis November.

## Vorkommen
Es gibt Fundortangaben von Rosa brunonii im Himalaya von Afghanistan, Kaschmir, Assam, Sikkim, Bhutan, Nepal bis Myanmar, nördliches Pakistan, Tibet und den chinesischen Provinzen Sichuan sowie Yunnan. In China gedeiht sie in Höhenlagen von 1900 bis 2800 Metern in Wäldern, im Dickicht, in der Strauchschicht an Waldrändern und in Tälern.

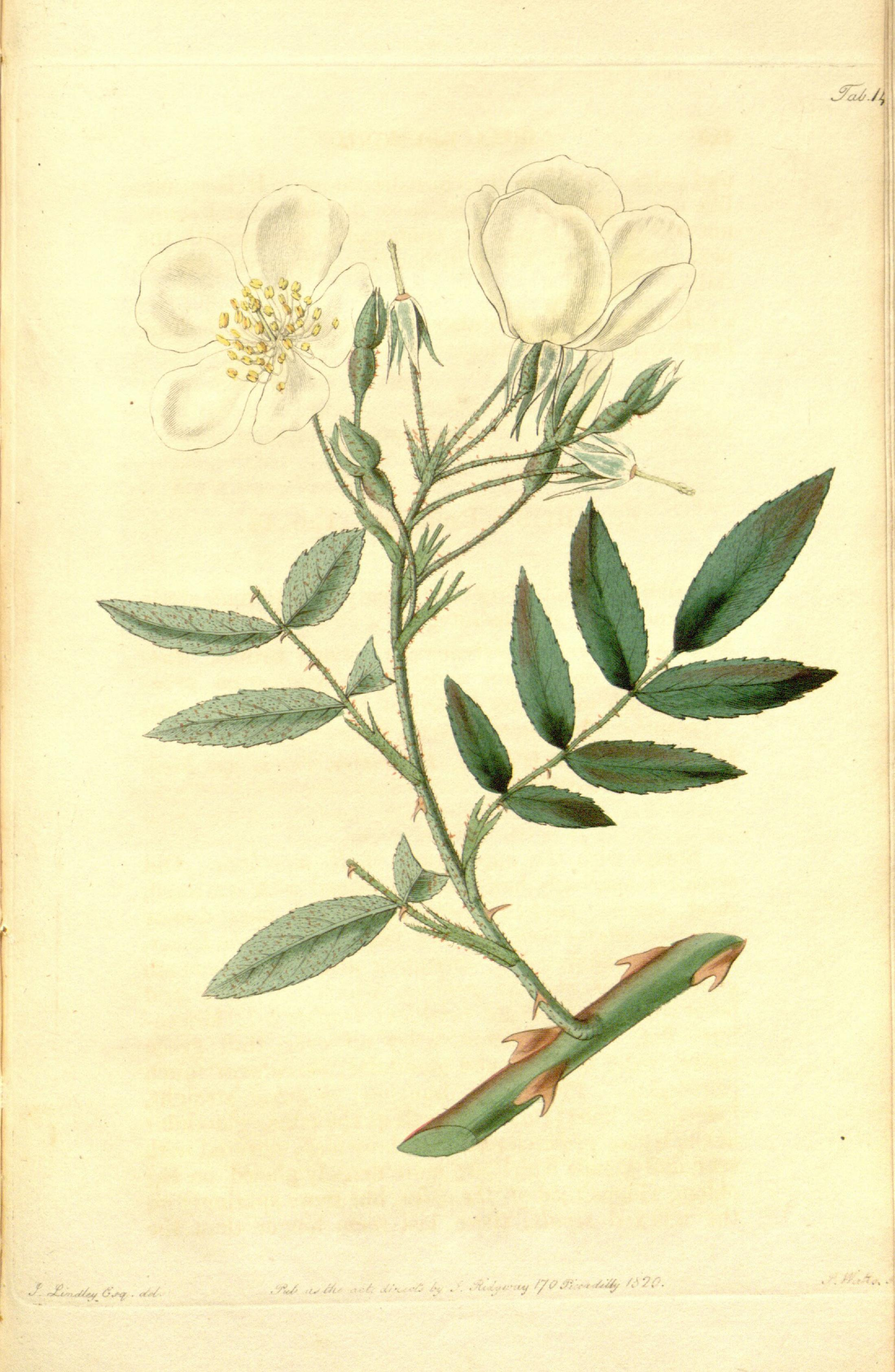
Illustration aus der Erstbeschreibung – John Lindley: Rosarum Monographia, A Botanical History of Roses, 1820, S. 120, Tafel 14

## Taxonomie und botanische Geschichte
Die Erstbeschreibung von Rosa brunonii erfolgte 1820 durch John Lindley in Rosarum Monographia ..., S. 120, Tafel 14. Synonyme für Rosa brunonii Lindl. sind: Rosa moschata var. nepalensis Lindl., Rosa clavigera H.Lév., Rosa pubescens Roxb.
Die ersten lebenden Exemplare in Europa von Rosa brunonii stammen aus einer Aufsammlung durch Nathaniel Wallich im Jahr 1822 aus Nepal.
Es besteht eine gewisse Verwirrung ob Exemplare, die Rosa moschata Herrm. zugeschrieben wurden, zu Rosa brunonii gehören. Bis zu den frühen 1880er Jahren verwendete man für alle Rosa brunonii-Exemplare den richtigen Namen. Aber 1879 veröffentlichte der belgische Botaniker François Crépin, damals die weltweite Autorität für die Gattung Rosa, einen Artikel, in dem Rosa brunonii zum Synonym von Rosa moschata wurde, dem folgten die anderen Botaniker. Aber Crépin interpretierte Rosa moschata in einem sehr breiten Sinne einschließlich vieler Exemplare, die danach als eigenständige Arten der Synstylae behandelt wurden. Rosa brunonii ist Rosa moschata viel ähnlicher als all die anderen Arten dieser Verwandtschaftsgruppe, aber es bestehen Merkmale für eine Unterscheidung. Viele Herbarexemplare, die in Pakistan gesammelt und als Rosa moschata geführt wurden, gehören vermutlich zu Rosa brunonii, da die Merkmale, die als Unterscheidung der beiden Arten herangezogen werden, wohl nicht hinreichen für ein Einordnen in Rosa moschata.

## Verwendung
Die Wildrose Rosa brunonii ist eine wüchsige Kletter-Rose. Sie ist sehr variabel und entwickelt verschiedene Formen, wie die Moschus-Rose Rosa moschata, die für viele gärtnerische Züchtungen verwendet wurden.
Verschiedene Pflanzenteile von Rosa brunonii werden in der Himalaja-Region in der Volksmedizin verwendet. Die enthaltenen Wirkstoffe werden für die Pharmazie untersucht.
Aus den Sprossachsen werden Spazierstöcke hergestellt. Rosenwasser gewinnt man mit den duftenden Kronblättern.

### Botanische Literatur
- Gu Cuizhi, Kenneth R. Robertson: Rosa L. In: Wu Zheng-yi, Peter H. Raven (Hrsg.): Flora of China, Volume 9 – Pittosporaceae through Connaraceae, Science Press und Missouri Botanical Garden Press, Beijing und St. Louis, 2003, ISBN 1-930723-14-8. Rosa brunonii Lindley, S. 374 – textgleich online wie gedrucktes Werk. (Abschnitte Beschreibung, Vorkommen und Systematik)
- Hideaki Ohba, Colin A. Pendry: Rosa L. In: Mark F. Watson, Shinobu Akiyama, Hiroshi Ikeda, Colin A. Pendry, Keshab R. Rajbhandari, Krishna K. Shrestha (Hrsg.): Flora of Nepal, Royal Botanic Gardens Edinburgh, 2012. Rosa brunonii Lindl. online-Veröffentlichung.

## Gärtnerische Literatur
- Heinrich Schultheis: Rosen: die besten Arten und Sorten für den Garten, Ulmer, Stuttgart 1996, ISBN 3-8001-6601-1
- Charles & Brigid Quest-Ritson: Rosen: die große Enzyklopädie, The Royal Horticultural Society; Übersetzung durch Susanne Bonn; Redaktion: Agnes Pahler; Dorling Kindersley, Starnberg 2004, ISBN 3-8310-0590-7, S. 73.
- Ellen Willmott, Alfred Parsons: The Genus Rosa, 1910–1914: Illustration und Text eingescannt bei biodiversitylibrary.org.

## Weiterführende Literatur
- Ejaz Ahmad, Muhammad Jahangir, Zahid Mahmood Akhtar, Saiqa Ishtiaq, Hamid Mukhtar, Hafiz Muhammad, Faizan Haider, Nadeem Irfan Bukhari: Rosa brunonii Lindely fruit as a new protective agent evaluated against Rif/INH induced toxicity in rats. In: Pakistan Journal of Pharmaceutical Sciences, Volume 33, Issue 2(Supplementary), März 2020, S. 805–814. doi:10.36721/PJPS.2020.33.2.SUP.805-814.1 PDF.